# 奇基塔湖
奇基塔湖（西班牙語：Laguna Mar Chiquita，“Mar Chiquita”意为“小海”）一译拉古纳马奇奎塔湖，是阿根廷中北部一个内流盐湖，位于大查科地区南缘，科尔多瓦省东北部。湖泊长约80公里，宽约24公里:1313。该湖在2002年5月28日列入湿地公约湖泊。主要入湖河流有西南岸入湖的杜尔塞河和塞贡多河，北岸入湖的杜尔塞河。湖中多岛屿，以梅达诺岛（El Médano）最大。南岸城镇米拉马尔为著名的疗养胜地。湖北岸则是广阔的盐沼。